# Instapaper
Instapaper，是Web服务，可从网页浏览器，苹果iOS，Android设备和亚马逊Kindle上保存文章，供日后阅读。注册一个免费帐户后，该服务可保存用户选择“稍后阅读”的内容，并将内容显示在一个小型的，可读的版面。服务成立于2008年，创始人Marco Arment，截至2011年年底拥有约200万用户。2013年，Arment将Instapaper大部分股份卖给了Betaworks。2016年，Instapaper由另一家社群網路公司Pinterest收購。
它已经获得了出版物的积极评价，包括纽约时报， 华尔街日报 PC杂志， Macworld大会，和Wired。
Instapaper是盈利的，并没有任何外部投资。大多数网站的的功能是免费的，该公司产生的收入在$4.99的iOS应用程序，可选的$1/月的附加功能（比如全文搜索）以及Instapaper的网站上的广告。

## 历史
Instapaper网站，于2007年底创建，拥有“之后再读”（“Read Later”）书签，和观点精简的文章，并于2008年1月28日公开推出。它的简单性迅速赢得了包括Daring Fireball 以及 TechCrunch的好评。
在2008年7月12日，Instapaper 免费iPhone应用程序（现已推出）是App Store第一个拥有离线阅读的应用程序。 已付费Instapaper应用程序（后称Instapaper Pro）推出之后不久于2008年8月26日引入倾斜滚动，当iPhone稍微向上或向下倾斜时，可自动滚动栏的文字。
2009年3月8日自动发送到Kindle的功能加入，截至2011年年底，超过60,000 的Kindle用户正在使用。
Instapaper iPad应用程序捆绑在iPad，于2010年4月3日推出，并收到了好评。
2011年3月10日，Instapaper推出3.0应用程序，增加分享和浏览功能。后来在2011年，经过重新设计的4.0的应用程序添加全文搜索所有保存的文章（仅限订阅了$ 1/月可选功能的用户）。
2016年8月，Instapaper被社交網站服務Pinterest併購。原本的Instapaper服務將會繼續營運及開發。

## 给我点东西读
2008年6月1日，Instapaper推出了给我点东西读（Give Me Something To Read），是一个独立的网站，介绍了一些高品质，内容较长，非小说类的每天Instapaper最频繁的保存的文章。
给我点东西读并非由计算机自动处理，而是像传统的社会新闻网站，是人工编辑的。该网站第一年是由Marco Arment编辑。2009年7月27日，Arment聘请理查德·邓洛普·沃尔特斯（Richard Dunlop-Walters）作为一个兼职承包商接手担任主编。截至2011年3月，邓洛普·沃尔特斯是Instapaper的唯一的雇员
给我点东西读的文章刊登在Instapaper的网站上的“编辑精选”，并在iOS应用程序的“编辑”一节。
2012年3月22日，给我点东西读改名为The Feature。